# Джорджтаун (округ Макдоно, Іллінойс)
Джорджтаун (англ. Georgetown) — переписна місцевість (CDP) в США, в окрузі Макдоно штату Іллінойс. Населення — 368 осіб (2020).

## Географія
Джорджтаун розташований за координатами 40°27′35″ пн. ш. 90°43′3″ зх. д. / 40.45972° пн. ш. 90.71750° зх. д. (40.459834, -90.717372).  За даними Бюро перепису населення США в 2010 році переписна місцевість мала площу 0,37 км², уся площа — суходіл.

## Демографія
Згідно з переписом 2010 року, у переписній місцевості мешкали 404 особи в 196 домогосподарствах у складі 110 родин. Густота населення становила 1082 особи/км².  Було 211 помешкання (565/км²).
Расовий склад населення:
| - 86,1 % — білих - 8,9 % — азіатів - 2,5 % — чорних або афроамериканців - 0,2 % — вихідців з тихоокеанських островів - 1,0 % — осіб інших рас |

До двох чи більше рас належало 1,2 %. Частка іспаномовних становила 2,5 % від усіх жителів.
За віковим діапазоном населення розподілялося таким чином: 22,8 % — особи молодші 18 років, 58,4 % — особи у віці 18—64 років, 18,8 % — особи у віці 65 років та старші. Медіана віку мешканця становила 42,8 року. На 100 осіб жіночої статі у переписній місцевості припадало 79,6 чоловіків;  на 100 жінок у віці від 18 років та старших — 71,4 чоловіків також старших 18 років.
Середній дохід на одне домашнє господарство  становив 68 139 доларів США (медіана — 67 143), а середній дохід на одну сім'ю — 85 118 доларів (медіана — 70 625). Медіана доходів становила 46 118 доларів для чоловіків та 24 038 доларів для жінок. 
Цивільне працевлаштоване населення становило 285 осіб. Основні галузі зайнятості: освіта, охорона здоров'я та соціальна допомога — 43,9 %, публічна адміністрація — 20,4 %, мистецтво, розваги та відпочинок — 14,0 %, виробництво — 9,5 %.